# Mauregny-en-Haye
Mauregny-en-Haye es una comuna francesa situada en el departamento de Aisne, de la región de Alta Francia.

## Geografía
Está ubicada a 14 km al este de Laon.

## Demografía
| 415 | 416 | 419 | 411 | 420 | 420 | 412 | 426 |
| Para los censos de 1962 a 1999 la población legal corresponde a la población sin duplicidades (Fuente: INSEE [Consultar]) |     |     |     |     |     |     |     |